# Diona
Diona (/daɪˈoʊniː/; starogrško Διώνη, latinizirano: Diṓnē, dob. 'She-Zeus' ali δῖος dîos, kar pomeni 'božansko') je ime štirih žensk v starogrški mitologiji in ene v feničanski veri opisal Sanchuniathon. Diona je prevedena kot 'boginja' in ima enako etimološko izpeljavo kot imena Zevs, Diana itd. O teh nimfah ali boginjah obstaja zelo malo podatkov, čeprav je vsaj ena opisana kot lepa in je včasih povezana z vodo ali morjem. Morda je bila ta ista čaščena kot boginja mati, ki je vodila orakelj v Dodoni v Grčiji in so jo imenovali Afroditina mati.
Ena Diona je identificirana kot mati rimske boginje ljubezni, Venere ali enakovredno kot mati grške boginje ljubezni, Afrodite; vendar se Diona včasih identificira tudi z Afrodito.

## Titanke/Okeanide
Diona spada med Titanide ali Titane. Imenuje se hči Okeana in Tetide, torej Okeanida, vodna nimfa. Drugače se imenuje Gajina hči; po mnenju oboževalcev Orfeja je njen oče bog neba Uran, medtem ko drugi identificirajo njenega očeta kot Etra. Nekateri stari viri ju in Zevsa imenujejo Afroditina starša. Heziod je Diono uvrstil med Zevsove žene, ki so bile hčere Tetide in Okeana; opisana je kot lepa v Orfejevih svetih knjigah. Bila je ena od boginj, ki so se zbrale, da bi bile priča rojstvu Apolona.
Grška boginja ljubezni včasih prevzame ime Diona: to jo lahko identificira z Afrodito, čeprav Homer Diono imenuje Afroditina mati. Károly Kerényi v tem kontekstu ugotavlja, da je ime Diona podobno latinskemu imenu Diana in je ženska oblika imena Zeus (prim. latinsko deus, bog), torej pomeni »boginja svetlega neba«. Ta povezava pa ji ne preprečuje, da bi jo častili skupaj z Zevsom kot božanstvo izvirov, zaradi česar je boginja vode.

## Nimfa ali morska nimfa
Ena od Hijad, nimf, ki prinašajo dež, je Diona, hči Atlasa in okeanidske nimfe (bodisi Pleione ali Etre); se je poročila s kraljem Tantalom in mu rodila sinova Pelopsa in Broteja ter hčer Niobo.
Med 50 sredozemskimi morskimi nimfami, imenovanimi Nereide, je bila ena Diona, tako kot druge hčerka Nereja in Doris.

## Feničanska boginja
V feničanski zgodovini se literarno delo, pripisano Sanchuniathonu, hčerki Urana/Neba in Gaje/Zemlje, imenuje Diona in tudi Baaltis. Je Kronosova/Elusova sestra, ki jo je slednji naredil za ženo, potem ko je njihov oče poslal njo in njene sestre, da ubijejo Kronosa/Elusa. Slednji je Dioni podaril mesto Biblos. Natančna identiteta te Dione ni gotova: Sanchuniathon jo je morda nameraval identificirati z Dione Titanko. Iz njenega imena Baaltis in povezanosti z Biblosom se šteje, da je Baalat Gebal, boginja zavetnica Biblosa. Vendar pa jo nekateri učenjaki identificirajo z Ašero in predlagajo, da Sančuniaton uporablja Diono le kot prevod Ašerinega epiteta Elat.